# إد تشي
إد تشي (بالإنجليزية: Ed H. Chi)‏ هو باحث أمريكي، ولد في عقد 1970 في تايوان.